# Застава М70А
Застава М70А је полуаутоматски пиштољ који је развила и произвела фирма „Заводи црвена застава“, данас „Застава оружје“ из Крагујевца. Наследник је пиштоља М57 који је настао на основу предлошка совјетског пиштоља ТТ. У односу на М57 и ТТ новији М70А се разликује у многим побољшањима и промењеном калибру. Изворни калибар је био 7,62 x 25 mm, док је за овај модел усвојен 9 x 19 mm Parabellum, познат и као „дуга деветка“. Широко је распрострањен у цивилном власништву а у војсци се полако потискује новијим моделима.  

## Развој
У годинама по окончању Другог светског рата органима безбедности у ФНРЈ је био потребан јак пиштољ, по угледу на доказани совјетски ТТ. Црвена Застава је развила пиштољ М57 у калибру 7,62mm који је одмах прихваћен од стране полиције и ЈНА као стандардни пиштољ. Касније је развијена и верзија М70А која се, осим по калибру, разликовала и по кочници као и по обради навлаке. Верзија М70А је израђена и за цивилно тржиште. Прва варијанта М57 није имала класичну кочницу какву има М70А. Пиштољ је једноструког дејства, ради на принципу кратког трзаја цеви, а брављење се остварује падом, односно подизањем цеви у вертикалној равни. За разлику од модела М57 новији М70А има шест жљебова цеви (у односу на ранија 4).

## Употреба
Пиштољ М70А као и М57 се користио као лично наоружање у војсци и полицији али су их новији модели пиштоља потиснули ове моделе из службе и уведени су нови и модернији пиштољи. Коришћени су у ратовима током распада СФРЈ као и у новијим конфликтима. Осим у војном и полицијском, овај пиштољ је чест и цивилном поседу. Због изузетне јачине зрна пиштољ користе припадници организованог криминала. Ради смањења одскочног угла, овај модел се преправља израдом компензатора. Модел М70А се налази и у приватном власништву колекционара у САД.